# Richard Khevenhüller-Metsch
Richard Maria Jan Basilius kníže Khevenhüller-Metsch (německy Richard Maria Johann Basilius Fürst zu Khevenhüller-Metsch und Aichelberg, Graf zu Hoch-Osterwitz; 23. května 1813 Thalheim, Dolní Rakousy – 29. listopadu 1877 Ladendorf, Dolní Rakousy) byl česko-rakouský šlechtic, politik a velkostatkář. V roce 1837 zdědil titul knížete a majetek v Čechách a Dolním Rakousku, získal dědičné členství v rakouské Panské sněmovně a byl též poslancem Českého zemského sněmu. Zastával též řadu čestných hodností a byl rytířem Řádu zlatého rouna. V Čechách sídlil na zámku Komorní Hrádek.

## Životopis

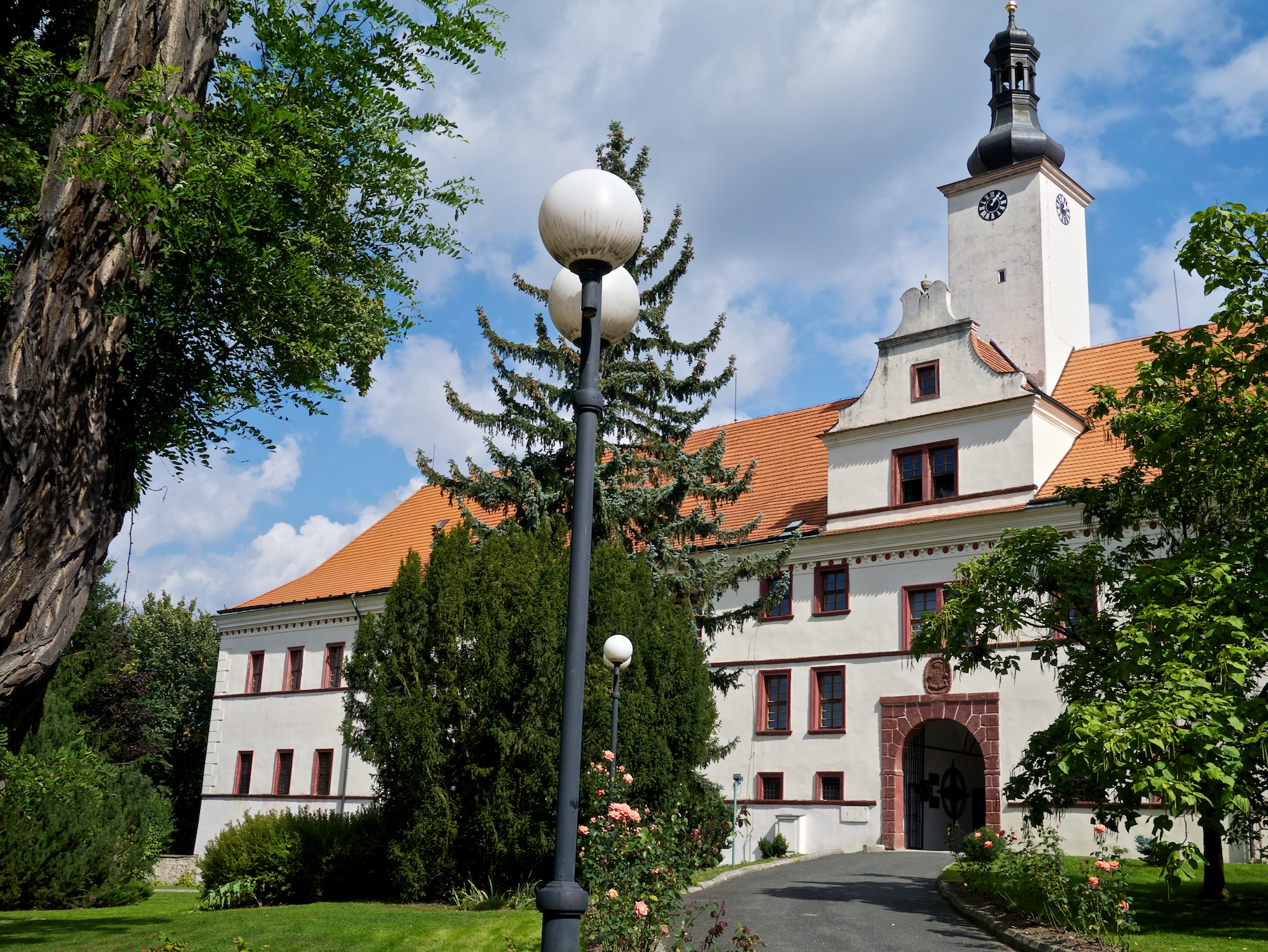
Zámek Komorní Hrádek

Pocházel ze starobylého šlechtického rodu Khevenhüllerů, narodil se jako syn knížete Františka Khevenhüller-Metsche (1762–1837) a jeho třetí manželky Kristiny, rozené hraběnky Zichyové (1792–1830). Studoval filozofii na univerzitě ve Vídni, po otcově smrti zdědil titul knížete a převzal správu rodového majetku. V Rakousku mu patřil hrad Hardegg nebo zámek Ladendorf, v Čechách vlastnil velkostatek Komorní Hrádek. Rakouský majetek zahrnoval téměř 6 000 hektarů půdy, hlavním sídlem byl zámek v Riegersburgu. Rodina pobývala často také na zámku Komorní Hrádek, kde k velkostatku patřilo 4 500 hektarů půdy. Na zámku Komorní Hrádek proběhly v polovině 19. století stavební úpravy, k nimž se však nedochovaly žádné záznamy. Proběhly také změny v zámeckém parku, kde byl vybudován skleník. Ve Vídni byl rodovým sídlem Palais Khevenhüller-Metsch v ulici Türkenstrasse postavený v roce 1853.

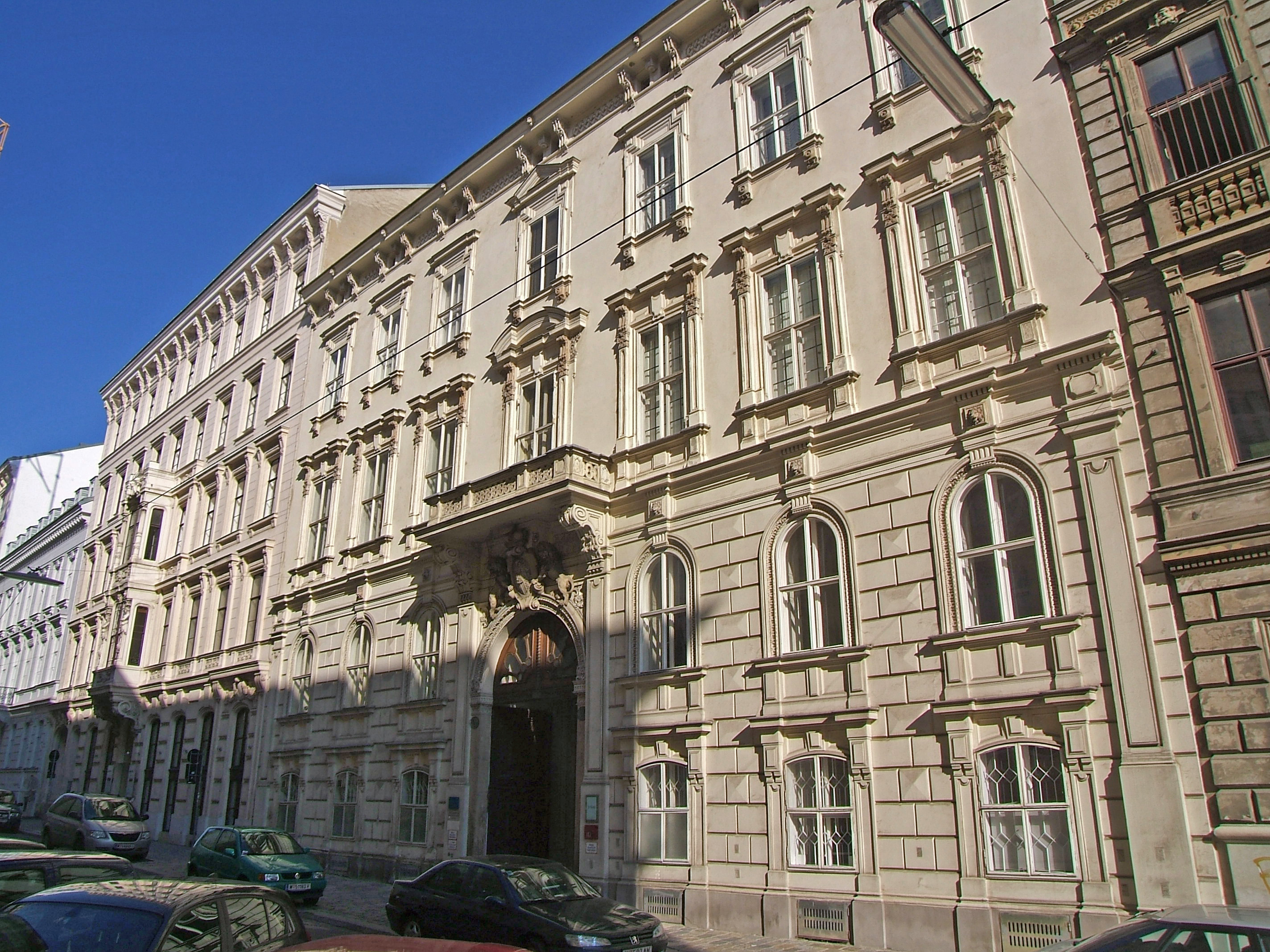
Palác Khevenhüller-Metsch ve Vídni

Byl c. k. komořím a čestným rytířem Maltézského řádu, jako držitel fideikomisu se v roce 1861 stal dědičným členem rakouské Panské sněmovny. V letech 1868–1869 a 1872–1877 byl též poslancem českého zemského sněmu za velkostatkářskou kurii. Do sněmu se dostal v doplňovacích volbách v roce 1868, ale o rok později se mandátu vzdal. Znovu byl do českého sněmu zvolen v roce 1872, ale krátce před smrtí se mandátu opět vzdal ze zdravotních důvodů. Mimoto byl uživatelem dědičných hodností nejvyššího hofmistra v rakouských zemích a nejvyššího štolby v Korutansku, dále užíval dědičný titul španělského granda I. třídy. V letech 1851–1861 byl také prezidentem C. k. zoologicko-botanické společnosti ve Vídni. V roce 1873 získal Řád zlatého rouna.

## Rodina
Ve Vídni se 8. prosince 1836 oženil s hraběnkou Antonií Marií Lichnovskou z Voštic (18. dubna 1818 Vídeň – 10. ledna 1870 Vídeň), dcerou knížete Eduarda Lichnovského (1789–1845) a hraběnky Eleonory Zichy (1795–1873). Později se stala c. k. palácovou dámou a dámou Řádu hvězdového kříže. Z jejich manželství se narodilo šest dětí.
- 1. Ludvík Emanuel (1837–1838)
- 2. Marie Antonie (1838–1892), c. k. palácová dáma, dáma Řádu hvězdového kříže, ∞ 1862 Rudolf hrabě Chotek z Chotkova a Vojnína (1822–1903), c. k. komoří, dědičný člen uherské Sněmovny magnátů, majitel velkostatků Dolná Krupá a Futog
- 3. Jan Karel (1839–1905), c. k. tajný rada, komoří, plukovník mexické armády, dědičný člen rakouské Panské sněmovny, poslanec českého zemského sněmu, starosta v Riegersburgu, ∞ 1871 Eduardina hraběnka Clam-Gallasová (1851–1925)
- 4. Zikmund Maria (1841–1879), c. k. komoří, nadporučík, ∞ 1872 Marie Anna hraběnka Herbersteinová (1851–1925)
- 5. Leontina Antonie Marie (1843–1914), c. k. palácová dáma, dáma Řádu hvězdového kříže, I. ∞ 1860 Maxmilián Egon I. kníže z Fürstenbergu (1822–1873), dědičný člen rakouské Panské sněmovny, poslanec českého zemského sněmu, rytíř Řádu zlatého rouna, majitel velkostatků Křivoklát, Lány, Krušovice, Nižbor, II. ∞ 1875 jeho bratr Emil Egon princ z Fürstenbergu (1825–1899), c. k. tajný rada, komoří, doživotní člen rakouské Panské sněmovny, poslanec českého zemského sněmu, rytíř Řádu zlatého rouna, majitel velkostatku Králův Dvůr
- 6. Rudolf Ladislaus (1844–1910), c. k. tajný rada, komoří, doživotní člen rakouské Panské sněmovny, rakousko-uherský vyslanec v Belgii, velvyslanec ve Francii, rytíř Řádu zlatého rouna